# Blepharita schumacheri
Blepharita schumacheri är en fjärilsart som beskrevs av Hans Rebel 1917. Blepharita schumacheri ingår i släktet Blepharita och familjen nattflyn. Inga underarter finns listade i Catalogue of Life.